# Hartwig Cleve (Jurist)
Hartwig Richard Cleve (* 17. Juli 1811 in Weteritz, Altmark; † 22. März 1883 in Wolfenbüttel) war ein deutscher Verwaltungsjurist.

## Leben
Cleve besuchte das Gymnasium im Schloss (Wolfenbüttel). Nach dem Abitur studierte er an der Rheinischen Friedrich-Wilhelms-Universität Bonn und der Georg-August-Universität Göttingen Rechtswissenschaft. Er wurde im Corps Borussia Bonn (1830) und im Corps Brunsviga Göttingen (1831) aktiv. Bei Brunsviga sekundierte er viele Partien, so auch vier Partien von Braunschweigern gegen Otto von Bismarck als Student. Nach Abschluss des Studiums trat er in den Staatsdienst. Von 1850 bis 1862 war er Polizeidirektor von Braunschweig. Bei der 1000-Jahr-Feier der Stadt Braunschweig im Jahre 1861 führte er hoch zu Ross den Festzug an. Später war er Kreisdirektor des Landkreises Wolfenbüttel. Brunsviga wählte ihn zum Ehrenmitglied.